# Prangos
Prangos is een geslacht uit de schermbloemenfamilie (Apiaceae). De soorten komen voor van Europa tot in Mongolië en de westelijke Himalaya.

## Soorten
- Prangos abieticola Aytaç & H.Duman
- Prangos acaulis (DC.) Bornm.
- Prangos akymatodes Rech.f. & Riedl
- Prangos ammophila (Bunge) Pimenov & V.N.Tikhom.
- Prangos aricakensis Behçet & Yapar
- Prangos asperula Boiss.
- Prangos bucharica O.Fedtsch.
- Prangos cachroides (Schrenk) Pimenov & V.N.Tikhom.
- Prangos calligonoides Rech.f.
- Prangos carinata Griseb. ex Degen
- Prangos cheilanthifolia Boiss.
- Prangos corymbosa Boiss.
- Prangos crossoptera Herrnst. & Heyn
- Prangos denticulata Fisch. & C.A.Mey.
- Prangos didyma (Regel) Pimenov & V.N.Tikhom.
- Prangos dzhungarica Pimenov
- Prangos equisetoides Kuzjmina
- Prangos eriantha (DC.) Lyskov & Pimenov
- Prangos fedtschenkoi (Regel & Schmalh.) Korovin
- Prangos ferulacea (L.) Lindl.
- Prangos gaubae (Bornm.) Herrnst. & Heyn
- Prangos herderi (Regel) Herrnst. & Heyn
- Prangos hermonis Boiss.
- Prangos heyniae H.Duman & M.F.Watson
- Prangos hulusii Şenol, Yıldırım & Seçmen
- Prangos ilanae Pimenov, Akalın & Kljuykov
- Prangos lachnantha (Korovin) Pimenov & Kljuykov
- Prangos latiloba Korovin
- Prangos ledebourii Herrnst. & Heyn
- Prangos lipskyi Korovin
- Prangos longistylis (Boiss.) Pimenov & Kljuykov
- Prangos lophoptera Boiss.
- Prangos meliocarpoides Boiss.
- Prangos multicostata Kljuykov & Lyskov
- Prangos munzurensis A.Duran, Lyskov & Paksoy
- Prangos odontalgica (Pall.) Herrnst. & Heyn
- Prangos ornata Kuzjmina
- Prangos pabularia Lindl.
- Prangos papillaris (Boiss.) Menemen
- Prangos persica (Boiss.) Pimenov
- Prangos peucedanifolia Fenzl
- Prangos platychlaena Boiss.
- Prangos scabrifolia Post & Beauverd
- Prangos serpentinica (Rech.f., Aellen & Esfand.) Herrnst. & Heyn
- Prangos trifida (Mill.) Herrnst. & Heyn
- Prangos tschimganica O.Fedtsch.
- Prangos tuberculata Boiss. & Hausskn.
- Prangos turcica A.Duran, Sağiroğlu & H.Duman
- Prangos uechtritzii Boiss. & Hausskn.
- Prangos uloptera DC.

... · 
Aciphylla · 
Actinotus · 
Aegopodium · 
Aethusa · 
Ammi (Akkerscherm) · 
Anethum · 
Angelica (Engelwortel) · 
Anisotome · 
Anthriscus (Kervel) · 
Apium (Moerasscherm) · 
Artedia · 
Astrantia (Sterrenscherm) · 
Athamanta · 
Azorella · 
Berula · 
Bifora · 
Bunium · 
Bupleurum (Goudscherm) · 
Carum (Karwij) · 
Caucalis · 
Chaerophyllum (Ribzaad) · 
Cicuta · 
Conium · 
Conopodium · 
Coriandrum · 
Crithmum · 
Cuminum · 
Daucus · 
Eryngium (Kruisdistel) · 
Falcaria · 
Ferula · 
Foeniculum · 
Heracleum (Berenklauw) · 
Levisticum · 
Myrrhis · 
Oenanthe (Torkruid) · 
Orlaya · 
Pastinaca (Pastinaak) · 
Petroselinum (Peterselie) · 
Peucedanum (Varkenskervel) · 
Pimpinella (Bevernel) · 
Pycnocycla ·
Sanicula · 
Scandix · 
Selinum · 
Silaum · 
Sium · 
Smyrnium (Zwarte kervel) · 
Steganotaenia · 
Thapsia · 
Thaspium · 
Thecocarpus · 
Tiedemannia · 
Tilingia · 
Torilis (Doornzaad) · 
Xanthosia · 
...